# Archamia macroptera
Archamia macroptera är en fiskart som först beskrevs av Cuvier 1828.  Archamia macroptera ingår i släktet Archamia och familjen Apogonidae. Inga underarter finns listade i Catalogue of Life.

## Bildgalleri

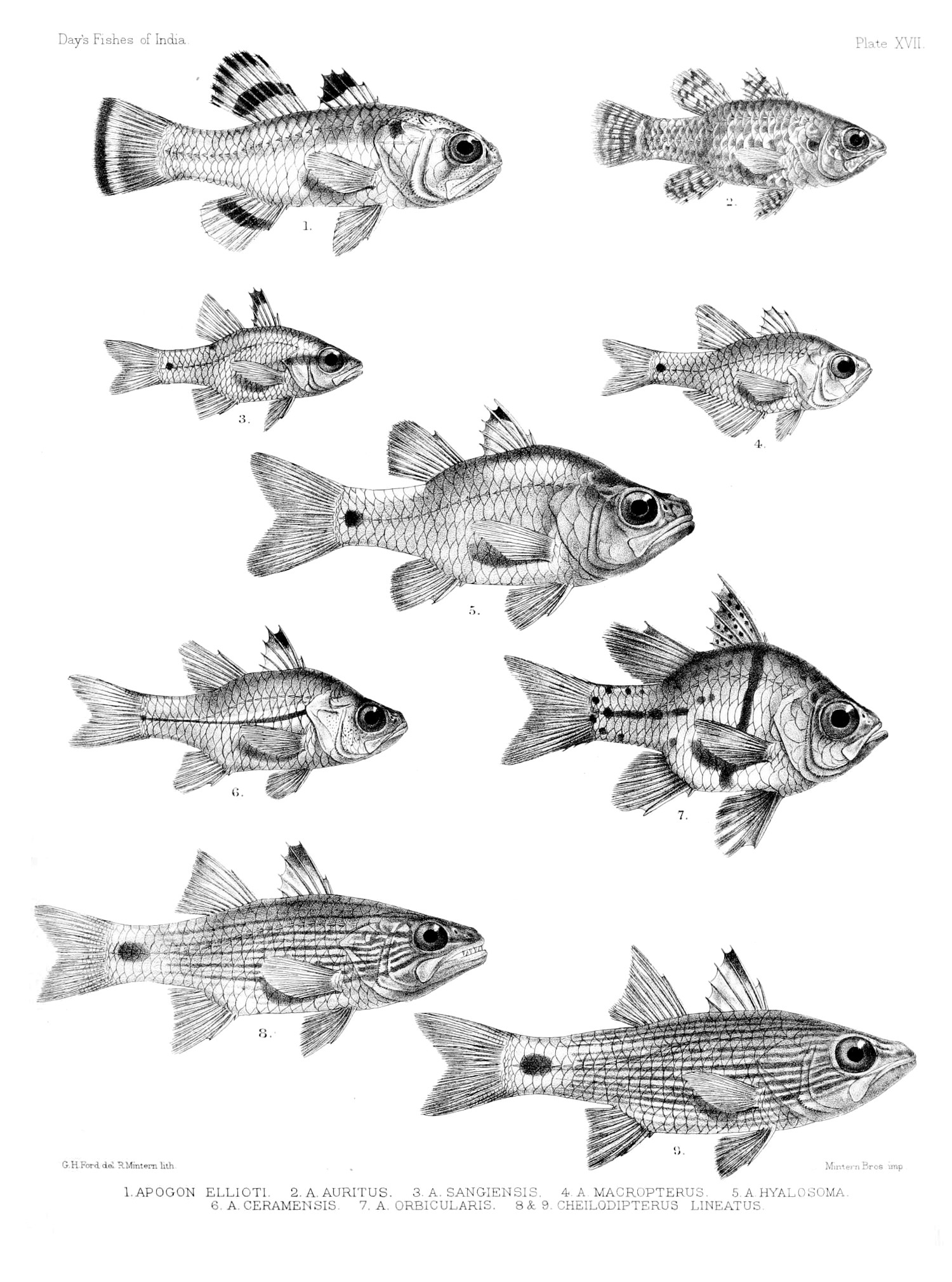